# 14582 Конлін
14582 Конлін (14582 Conlin) — астероїд головного поясу, відкритий 14 вересня 1998 року.
Тіссеранів параметр щодо Юпітера — 3,599.